# Angel Olsen

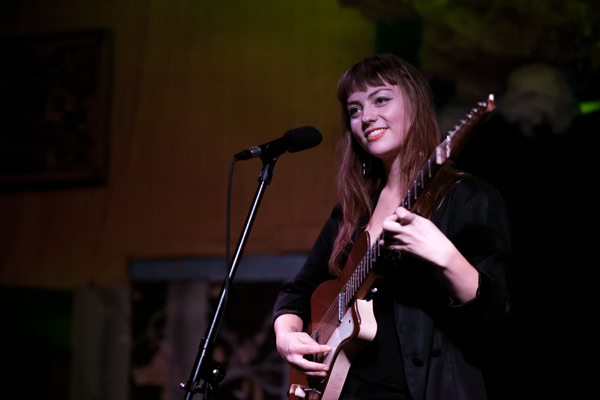
Angel Olsen (2012)

Angel Olsen (* 22. Januar 1987) ist eine US-amerikanische Pop-Rock- und Independent-Sängerin und Songschreiberin.

## Leben
Olsen wurde als Dreijährige adoptiert und wuchs in Richmond Heights (Missouri) auf. Sie besuchte später die Tower Grove Christian High School in St. Louis, Missouri. Bereits in sehr frühen Teenagerjahren schrieb sie kleine Songs und wollte Musikerin, Schauspielerin oder Tänzerin werden. Im späteren Teenageralter entwickelte sie sich von einer Singer-Songwriter-Gitarristin zum Frontfrau-Mitglied der lokalen Jam-Rockband Goodfight. Später ergriff sie die Chance, als Background-Sängerin bei Bonnie „Prince“ Billy erste größere Konzert- und Tonstudio-Erfahrungen zu sammeln. Sie zog 2007 nach Chicago.
Im Juli 2010 kam ihr Solodebüt Strange Cacti heraus mit sechs Stücken im Indie-Folkstil bei Bathetic Records.
Neben ihrer Solokarriere ist sie zusammen mit Will Oldham auch Teil der sechsköpfigen Band Chivalrous Amoekons, die Songs der Band The Mekons covern und 2016 beim Drag City Sublabel Sea Note das Album Fanatic Voyage herausbrachten. Zusammengestellt mit unabhängigen Aufnahmen des Trios des Singer-Songwriters Steve Gunn brachte das Pickathon Festival in Portland (Oregon) Ende November 2016 auf dem Indie-Label Easy Sound aus Los Angeles das Album Live At Pickathon: Angel Olsen / Steve Gunn mit vier Stücken von ihr (Rock-Quartett-Besetzung) und drei von ihm im Psychedelic-Rock-Genre heraus.
Ihre Herbsttour 2019 durch die Vereinigten Staaten zusammen mit Vagabon führte durch Veranstaltungslokale, die im Durchschnitt mehr als 2000 Besucher fassten.
Von den elf Songs auf ihrem 2019er Album All Mirrors sind acht Kompositionen zusammen mit dem Multiinstrumentalisten Ben Babbitt entstanden, drei komplett von ihr, sowie sämtliche Songtexte von ihr selbst geschrieben. Acht der Stücke enthalten aufwendige Streicherarrangements, für die mit Jherek Bischoff ein eigener Streichorchester-Dirigent hinzugezogen wurde, der die jeweils sechs Geigen, drei Bratschen und zwei Celli koordinierte. Sie selbst war neben dem Gesang auch instrumentalistisch mit Gitarre, Synthesizer und Klavier an der Musikeinspielung beteiligt. Stilistisch handelt es sich um das Indie-Pop Subgenre Dream Pop.
Olsen lebte zuletzt zeitweilig in Asheville in North Carolina.

## Diskografie
unter anderem:
- Strange Cacti (LP edition), Juli 2010, Bathetic Records.
- Half Way Home (LP edition), September 2012, Bathetic Records.
- Burn Your Fire for No Witness (LP edition), Februar 2014, Jagjaguwar Records.
- My Woman (LP edition), September 2016, Jagjaguwar Records.
- Live at Pickathon: Angel Olsen / Steve Gunn, 2016, Easy Sound.
- All Mirrors, Oktober 2019, Jagjaguwar Records.
- Whole New Mess, August 2020, Jagjaguwar Records.
- Big Time, Juni 2022, Jagjaguwar Records.